# Blue Balliett

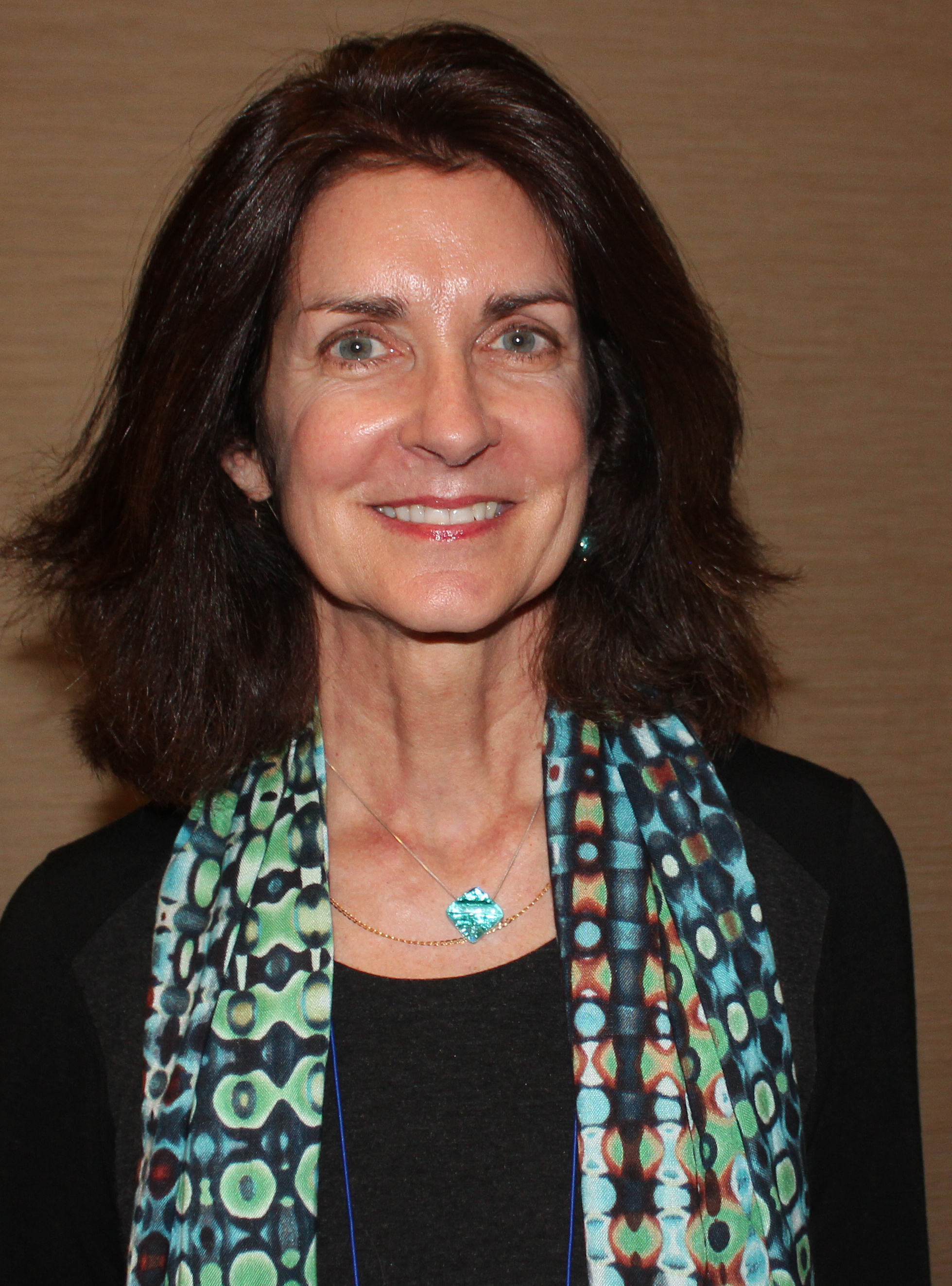
Blue Balliett im Jahr 2015

Blue Balliett (geboren als Elizabeth Balliett 1955 in New York City) ist eine US-amerikanische Schriftstellerin. Bekannt wurde sie durch ihren mit mehreren Preisen ausgezeichneten Kinderroman Chasing Vermeer.

## Leben und Werk
Balliett unterrichtete vor der Veröffentlichung ihres ersten Buches Drittklässler an der University of Chicago Laboratory Schools. Während dieser Zeit arbeitete sie mit dem NASA-Astronauten und University-of-Chicago-Absolventen John M. Grunsfeld zusammen, um die Literatur und die kreativen Kunstwerke ihrer Schüler während einer Routine-Mission des Hubble-Weltraumteleskops an Bord des Space Shuttles Columbia ins All zu schicken.
Chasing Vermeer, das 2004 von Scholastic Press veröffentlicht wurde, ist ihr bekanntestes Buch. Die Handlung dreht sich um den erfundenen Diebstahl eines Gemäldes des niederländischen Künstlers Jan Vermeer aus dem 17. Jahrhundert und wurde von Brett Helquist illustriert. Das Buch wurde zum Bestseller und erhielt zahlreiche Auszeichnungen, darunter den Edgar Award 2005 in der Kategorie Bestes Jugendbuch und den Agatha Award 2004 in der Kategorie Bestes Kinder- oder Jugendbuch.
Ein Nachfolgewerk mit dem Titel The Wright 3 erschien 2006, gefolgt von The Calder Game im Jahr 2008. Im August 2010 wurde The Danger Box veröffentlicht. Ihr nächstes Buch, Hold Fast, wurde 2013 veröffentlicht, gefolgt von Pieces and Players im Jahr 2015. Out of the Wild Night wurde 2018 veröffentlicht. Balliett verfasste in den 1980er Jahren auch zwei mündliche Geschichtensammlungen über Nantucket-Geistergeschichten, die in einem Buch namens Nantucket Ghosts zusammengefasst und 2006 von Down East Books veröffentlicht wurden.
Balliett ist verheiratet und hat drei Kinder. 